# Крытый вагон

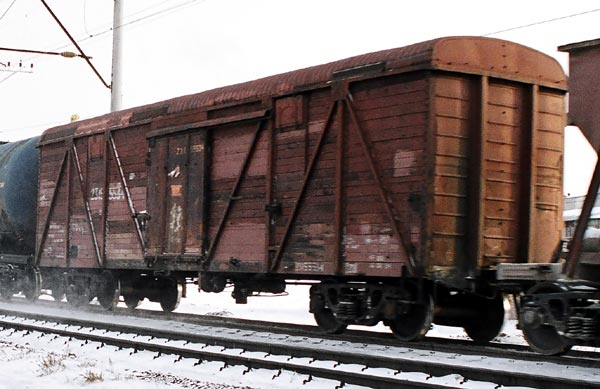
Крытый вагон модели 11-066

Крытый вагон — тип грузового вагона, закрытый со всех сторон. Предназначен для обеспечения сохранности перевозимого груза в неблагоприятных метеоусловиях, защиты от кражи и механических повреждений.

## Конструкция
В 1950-х годах Международный союз железных дорог разработал стандартную конструкцию крытых грузовых вагонов. Он имеет 8 вентиляционных люков и поэтому подходит для перевозки крупного рогатого скота. С тех пор европейские железные дороги закупили крытые вагоны, которые по крайней мере соответствуют основным размерам этого стандарта, но в остальном имеют незначительные отличия. Например, есть вагоны с разной базой осей или разным количеством вентиляционных люков. Кузов в основном состоит из дерева и стали. Также были разработаны фургоны-рефрижераторы на основе длинных двухосных моделей (Gbs и Hbfs).
В России распространены цельнометаллические универсальные крытые вагоны грузоподъёмностью 67 тонн. Боковые и торцевые стены крытого вагона выполнены из вертикальных стоек с верхними обвязками и металлической обшивкой из профилированных листов толщиной 2—3 миллиметра. Крытый вагон имеет обычно люки и двери с задвижными створками. Несущая крыша снабжена внутренней подшивкой, прилегающей вплотную к металлическим листам кровли. Изнутри стены кузова обшиты фанерой толщиной 8—10 миллиметров, а крыша — древесно-волокнистыми плитами или защищена напыляемым полимерным покрытием на основе пенополиуретана. Пол кузова выполнен из досок толщиной 65 миллиметров. Рама вагона имеет хребтовую балку из специальных профилей и дополнительные балки, поддерживающие настил пола. Сдвижные двери вагона имеют запоры, имеющие отверстия для пломбировки и закрывания на замок или ЗПУ. Все крытые вагоны имеют типовые для грузовых вагонов ходовые части, ударно-тяговые приборы и тормоза. На одном из торцов вагона иногда устанавливается площадка с ограждением, предназначенная для безопасного перехода, т.н. "переходная площадка", иногда ошибочно именуемая "тормозная площадка".
Вагонный парк России состоит в основном из вагонов моделей 11-066, 11-217, 11-260, 11-270 и самой новой на лето 2017 года - моделью 11-6874. У вагонов модели 11-066 каркас кузова - раскосно-стоечной конструкции, обшивка стен - деревянная. У цельнометаллических вагонов модели 11-217 каркас кузова без раскосов, обшивка - гофрированная металлическая (из низколегированной стали 09Г2, 09Г2СД-12) толщиной 3 мм снизу и 2,5 мм сверху.
Универсальный крытый вагон модели 11-260 отличается от вагона модели 11-217 тем, что объем его кузова увеличен от 120 м3 до 140 м3,  ширина дверного проема увеличена до 3973 мм, дверной направляющий рельс находится внизу, на пороге дверного проема, стойки стен имеют П-образный профиль и обшивка боковых стен по высоте выполнена из трех листов. Изменения конструкции кузова вагона позволяют полнее использовать грузоподъемность вагона и тем самым повысить эффективность его эксплуатации, а также обеспечить надежность кузова и лучшую приспособленность вагона к погрузочно-разгрузочным операциям. Конструктивные решения рам, деревянного пола, стен, крыш и внутреннего оборудования аналогичны вагонам предыдущих моделей. Имеются некоторые изменения, например рама вместо двух основных поперечных балок имеет четыре того же профиля, а П-образные профили вспомогательных продольных балок заменены на двутавровые. Лобовые балки рамы вагона выполнены без углублений под розетку автосцепки и имеют посадочные места на лобовом листе для постановки на вагон буферных стаканов при необходимости соединения вагонов с автосцепкой с вагонами западноевропейских ж. д. с винтовой стяжкой в поездах «Восток-Запад». Боковые стены кузова цельнометаллические, сварные, без внутренней деревянной подшивки. Металлическая обшивка состоит по высоте из трех листов: нижнего (толщиной 5 мм), среднего (3 мм) и верхнего (2,5 мм). В отличие от вагона модели 11-217 дверные амортизаторы устанавливаются с обеих сторон дверного проема для смягчения ударов створок боковой двери при их открывании.
Конструкция крытого вагона модели 11-270 аналогична конструкции вагона модели 11-217, но отличается от него некоторыми техническими показателями.
Максимальная конструкционная скорость всех универсальных вагонов составляет 120 км/ч.
Установленное нормативом в России время погрузки крытого вагона — не более 2 часов 15 минут.

## Разновидности крытых вагонов
Крытые вагоны бывают:
- Универсальные — предназначаются для перевозки тарно-упаковочных, штучных, сыпучих грузов. Благодаря специальным приспособлениям могут использоваться для перевозки людей — в случае такого переоборудования часто называются «теплушками».
- Специальные — применяют для перевозки скота и птицы, легковых автомобилей, бумаги в рулонах, холоднокатаной стали в рулонах и пачках, апатитового концентрата и других грузов.

Крытый вагон для легковых автомобилей (вагон-автомобилевоз) имеет двухъярусный кузов с торцевыми дверями складывающегося типа. Вагон вмещает 8—10 автомобилей, расположенных в два яруса. Автомобили крепятся штатными колодками.
Крытый вагон для бумаги не имеет внутри кузова выступающих частей на стенах и крыше, оборудован устройствами для закрепления рулонов от продольного перемещения и наваливания их на двери.
Крытый вагон для перевозки скота имеет вентиляционные отверстия в продольных стенах кузова или специальные люки. В таких вагонах обычно предусмотрены служебные помещения. Вагоны для перевозки скота оборудованы кормушками, корытами, системой водоснабжения и фуражными полками для кормления скота в дороге. Пол устраивается легко поддающимся очистке, не впитывающим влагу, имеет сливные отверстия.
Крытый вагон для холоднокатаной стали снабжён кузовом с мощной несущей рамой, съёмными кожухами — крышами для защиты груза от атмосферных воздействий и внутренним оборудованием из подвижных и стационарных ложементов, стоек и упорных балок для крепления рулонов и пачек листовой стали.
Крытый вагон для апатитового концентрата имеет шарнирно соединённый с рамой кузов, поднимающийся при наезде вагона на разгрузочную эстакаду с помощью катков, расположенных на боковых стенах. Пол образован четырьмя секциями, которые при подъёме кузова на разгрузочной эстакаде (на 650 мм) образуют двускатную плоскость с наклоном 50° к горизонту. Концентрат выгружается на обе стороны от железнодорожного пути на ходу поезда (состав движется через эстакаду со скоростью 5—10 километров в час).

## Узкоколейные крытые вагоны

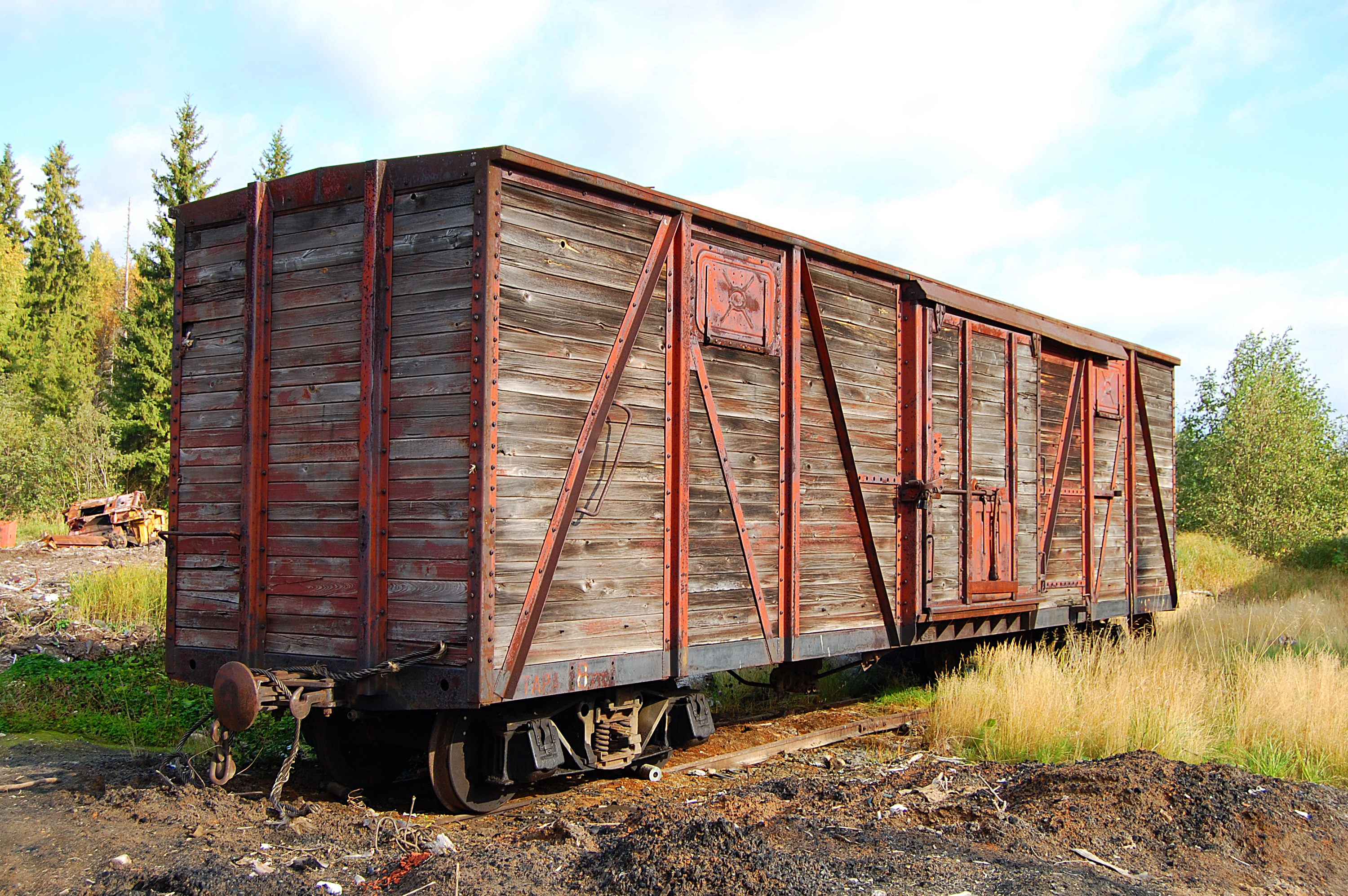
Универсальный крытый вагон

Грузовые крытые узкоколейные вагоны предназначены для обеспечения сохранности перевозимого груза от атмосферных осадков. Узкоколейные крытые вагоны бывают: универсальные и специальные .
- Универсальные — крытые узкоколейные вагоны, предназначены для перевозки штучных грузов большой номенклатуры, а также других сыпучих грузов, требующих защиты от атмосферных осадков.
- Специальные — крытый вагон грузоподъемностью 23 т специально приспособлен для перевозки зерна, но может служить для транспортировки всей номенклатуры грузов крытых универсальных вагонов.

Специальные крытый вагон построен на базе крытого универсального вагона грузоподъемностью 23 т, но в отличие от него дополнительно оборудован четырьмя загрузочными люками в крыше с герметичными крышками и восемью разгрузочными люками бункерного типа (по четыре с каждой стороны) в полу. На крыше имеются мостики, а по торцам вагона — лестницы. Разгрузочные люки оборудованы заслонками. На большинстве предприятий крытые вагоны использовались и используются для перевозки хозяйственных грузов, в качестве служебных, вагонов-бытовок и вагонов-лавок  .

## Теплушки
До конца Второй мировой войны была широко распространена практика переоборудования крытых вагонов для перевозки людей — войск, военнопленных и т.д. Для этой цели вагон утеплялся, в него устанавливались окна и отопительная печь (обычно — буржуйка) и устанавливались нары.

## Обслуживание
Правила очистки и промывки вагонов, а также перечень грузов, после выгрузки которых должна производиться промывка крытых вагонов, определены Приказом Министра транспорта Российской Федерации от 10.04.2013 № 119 «Об утверждении Правил очистки и промывки вагонов и контейнеров после выгрузки грузов».